# پوده‌سنگ

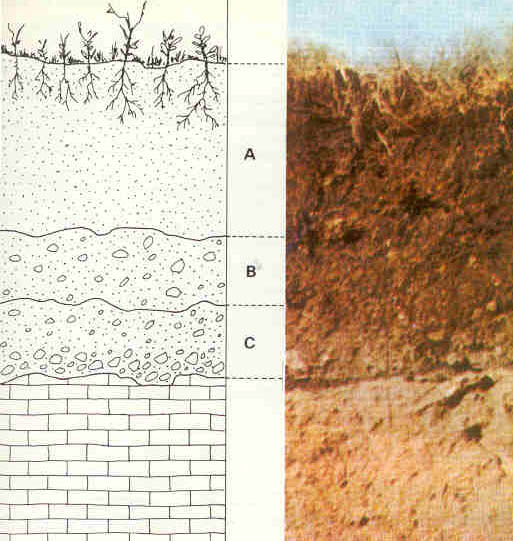
A نشان دهنده خاک. B نشان دهنده لاتریت، سنگ‌پوشه. C نشان‌دهنده پوده‌سنگ، سنگ‌پوشه کمتر هوادیده. در زیر C سنگ بستر است.

پوده‌سنگ، مُرده‌سنگ یا ساپرولیت (به انگلیسی: Saprolite) سنگی است که به‌طور شیمیایی هوازده شده‌است. ساپرولیت‌ها در مناطق تحت‌الارض نیمرخ خاک تشکیل می‌شوند و نمایانگر هوازدگی عمیق سطح سنگ بستر می‌باشد. در بسیاری از موارد رنگ آن از ترکیبات آهن فریک بدست آمده‌است. پروفیل‌های با هوازدگی عمیق در خشکی‌های قاره‌ای در عرض‌های جغرافیایی بین ۳۵ درجه شمالی تا ۳۵ درجه جنوبی گسترده‌است.
شرایط تشکیل سنگ‌پوشه بسیار هوادیده شامل دشت با پستی بلندی توپوگرافیکی کم برای ممانعت از فرسایش و قابل آبشویی محصولات و هوازدگی شیمیایی می‌باشد. شرط دوم دوره‌های تکتونیکی طولانی پایدار؛ فعالیت زمین ساختی و تغییرات اقلیمی می‌تواند باعث فرسایش گردد. شرط سوم اقلیم مرطوب گرمسیری یا اقلیم معتدل می‌باشد.
ساپرولیت کمتر هوادیده سفره آب‌های ماسه سنگ قادر تولید آب‌های زیرزمینی و اغلب برای دام مناسب می‌باشد. هوازدگی عمیق باعث تشکیل بسیاری از سنگ معدن ثانویه و سوپرژنیک بوکسیت، سنگ آهن، طلای ساپرولیتی، مس سوپرژنی، اورانیوم و فلزات سنگین در انباشت‌های درجا شود.

## تعریف، تشریح و مکان‌ها

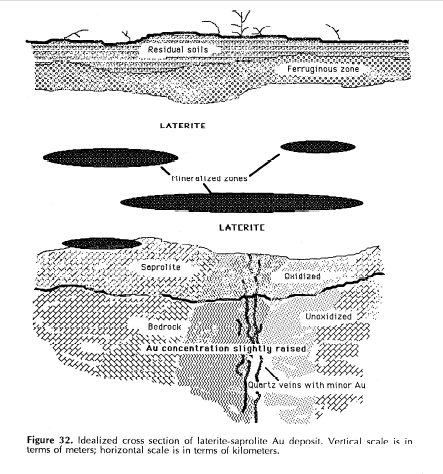
پوده‌سنگ لاتریت هوادیده نیست، یک پیوستگی از لایه فوقانی تا لاتریت وجود دارد.

پوده‌سنگ یک سنگ هوازده شیمیایی است. نتیجه هوازدگی خیلی شدید، انتقال مداوم از پوده‌سنگ به لاتریت می‌شود.
پوده‌سنگ در نواحی تحتانی افق‌های خاک تشکیل می‌شود و هوازدگی سطح سنگ بستر را نشان می‌دهد. در سنگ‌پوشه‌های لاتریتی – سنگ‌پوشه‌ها لایه جدا شده سنگ‌ها هستند که روی سنگ بستر قرار می‌گیرند – ساپرولیت ممکن است توسط افق‌های بالایی لاتریت‌های درجا پوشانده شده باشند؛ بیشتر پروفیل اصلی به وسیلهٔ خاک‌های درجا یا مواد رویی انتقالی محافظت می‌شوند. هوازدگی، پوده‌سنگ‌های کائولینیتی [Al۲Si۲O۵(OH)۴] نازک را ۱۰۰۰ تا۵۰۰ میلیون سال قبل؛ پوده‌سنگ‌های کائولینیتی ضخیم ۲۰۰ تا ۶۶ میلیون سال قبل و ساپرولیت‌های نابالغ با ضخامت متوسط را ۵ میلیون سال پیش تشکیل داده‌است. ساختار کلی کائولینایت ورقه‌های سیلیکات (Si۲O۵) متصل به آلومینیم هیدروکسید [Al۲(OH)۴] دارند.
ترکیبات آهن عامل اصلی رنگ در ساپرولیت هاست. در بسیاری از برون زدگی‌ها رنگ از ترکیبات فریک به دست می‌آید؛ رنگ به مینرالوژی و اندازه ذرات بستگی دارد. گئوتایت ریز میکرونی [FeO(OH)] زرد است در حالی که گئوتایت درشت قهوه‌ای است. هماتایت ریز میکرونی [Fe۲O۳] قرمز است؛ هماتایت درشت خاکستری مایل به سیاه است.
سنگ‌پوشه از ضخامت چند متر تا ۱۵۰ متر (۴۹۰ فوت)، بسته به سن سطح خاک، فعالیت‌های زمین ساختی، اقلیم، تاریخچه اقلیمی و ترکیب سنگ بستر متغیر است. گرچه این ناهمواری‌های هوازده عمیق اکنون در تنوع گسترده‌ای از محدوده‌های اقلیم‌های گرم و مرطوب تا خشک، گرمسیری تا معتدله وجود دارند؛ اما همه آن‌ها در گذشته تحت شرایط یکسان تشکیل یافته‌اند. در بخش‌هایی از آفریقا، هندوستان، جنوب آمریکا، استرالیا و جنوب شرق آسیا، سنگ‌پوشه در طول ۱۰۰ میلیون سال متمادی تشکیل یافته‌است. سنگ‌پوشه‌های عمیق در بین کمربند گرمسیری، به خصوص در خشکی‌های قاره‌ای بین عرض‌های جغرافیایی ۳۵ درجه شمالی تا ۳۵ درجه جنوبی گسترده هستند. سنگ‌پوشه‌های هوادیده مشابه در عرض‌های جغرافیایی خیلی بالاتر -۴۲–۳۵ درجه جنوبی در جنوب شرقی استرالیا (ویکتوریا و تاسمانیا)، ۴۵–۴۰ درجه شمالی در ایالات متحده (اورگان و ویسکانسین) و ۵۵ درجه شمالی در اروپا (ایرلند شمالی، آلمان) –وجود دارند، گرچه مناطق گسترده‌ای نیستند.

## تشکیل
سنگ‌پوشه یک ناحیه محصول سابقه هوازدگی طولانی آن است؛ آبشویی و پراکندگی طی مرحله اولیه هوازدگی تحت شرایط مرطوب غالب می‌باشد. ساپرولیت‌ها در مناطق با بارندگی بالا تشکیل می‌یابند که منجر به هوازدگی شیمیایی می‌شود و به وسیلهٔ تجزیه متمایز مینرالوژی سنگ بستر مشخص می‌شود. شرایط برای تشکیل سنگ‌پوشه عمقاً هوادیده شامل دشت با پستی بلندی توپوگرافیکی کم برای ممانعت از فرسایش و قابل آبشویی محصولات و هوازدگی شیمیایی می‌باشد. شرط دوم دوره‌های تکتونیکی طولانی پایدار؛ فعالیت زمین ساختی و تغییرات اقلیمی تاحدودی باعث فرسایش مدوخاکی - ساپرولیتی شود. سرعت هوازدگی ۲۰ متر (۶۶ فوت) در میلیون سال نشان می‌دهد که سنگ‌پوشه‌های عمیق برای توسعه به چندین میلیون سال نیاز دارند. شرط سوم اقلیم مرطوب گرمسیری یا اقلیم معتدل می‌باشد؛ درجه حرارت بالا واکنش را قادر می‌سازد تا با سرعت بیشتری رخ دهند. هوازدگی عمیق می‌تواند در اقلیم‌های سردتر اما طی دوره‌های زمانی طولانی رخ دهد.
سولفیدها برخی از مواد معدنی بسیار ناپایدار در محیط‌های مرطوب اکسیدکننده هستند؛ بسیاری از سولفیدهای کادمیم، کبالت، مس، مولیبدن، نیکل و روی در پروفیل به راحتی به عمق آبشویی می‌شوند. کربنات‌ها خیلی محلول می‌باشند، به خصوص در محیط‌های اسیدی؛ عناصر میزبانی شده توسط آن‌ها – کلسیم، منیزیم، منگنز واسترونتیوم– به شدت آبشویی می‌شوند. سرپانتینیت –سنگهای آذرین اکسید شده و هیدرولیز شده کم سیلیکون، غنی از اکسیدهای آهن و منیزیم - به تدریج در این ناحیه هوادیده شده‌است. مواد معدنی آهن-منگنزی میزبان اصلی نیکل، کبالت، مس، روی در خاک‌های مافیک و اولترامافیک با سولفید ضعیف هستند و در پروفیل بالاتر از فلزات میزبان سولفید باقی می‌ماند. آن‌ها از افق‌های بالایی آبشویی شده و با اکسیدهای آهن منگنز ثانویه در پوده‌سنگ میانس تا پایینی ته‌نشین می‌شوند.

## کاربرد
سفره آب‌های استرالیای غربی ماسه سنگ‌های پوده‌سنگی هستند. سفره آب‌های ماسه سنگ‌های ساپرولیتی کمتر هوادیده قادر به تولید آب زیر زمینی می‌باشند و اغلب برای دام مناسب هستند. عملکرد بسته به بافت و عمق آن‌ها از سفره آبی بدست می‌آید.
توزیع طلا و کربنات کلسیم یا کربنات کلسیم منیزیم، به‌طور نزدیکی در ارتباط هستند و در جنوب ییلگارت کراتون، استرالیای جنوبی در یک تا دو متر (۳/۳ – ۶/۶ فوت) از پروفیل خاک و به‌طور محلی به عمق ۵ متر (۱۶ فوت) ثبت شده‌است. ارتباط طلا-کربنات در پایاپوسته گاولر Gawler Craton استرالیای جنوبی نیز قابل مشاهده‌است. هوازدگی عمیق باعث تشکیل بسیاری از سنگ معدن ثانویه و سوپرژنیک بوکسیت، سنگ آهن، طلای پوده‌سنگی، مس سوپرژنی، اورانیوم و فلزات سنگین در انباشت‌های درجا شود.